# Riccardo Gualino
(Riccardo Freda)
Riccardo Gualino (Biella, 25 marzo 1879 – Firenze, 6 giugno 1964) è stato un imprenditore, mecenate e collezionista d'arte italiano.
Divenuto dapprima un noto industriale attivo nel contesto nazionale e internazionale, si affermò anche come collezionista d'arte e grande mecenate in campo teatrale, musicale e fu infine uno dei primi produttori cinematografici italiani.
Proveniente da un’agiata famiglia biellese, egli fu protagonista dell’economia italiana ed europea fin dai primi anni del Novecento e raggiunse una posizione apicale nel corso degli anni venti, fino a essere considerato uno degli industriali più influenti d’Europa e tra i più ricchi d’Italia.
Seppur non abbia mai osteggiato apertamente il fascismo, Gualino non prese mai posizione a favore del regime, a tal punto da assumere altresì atteggiamenti piuttosto critici nei confronti del governo dell’epoca, specialmente per quanto riguardava le scelte di politica economica. 
Questo si rivelò uno dei principali motivi che lo videro costretto al confino sull’isola di Lipari nel 1931.
Gualino non prese parte alla Resistenza in prima persona, tuttavia è considerato un antifascista per l’importante sostegno economico che segretamente diede alla causa, a tal punto da ricevere i ringraziamenti ufficiali del presidente del Comitato Liberazione Nazionale Ivanoe Bonomi al termine del conflitto.

## Biografia

### Le origini
Riccardo Gualino nacque a Biella il 25 marzo 1879, in un’agiata famiglia biellese di imprenditori orafi. Ultimo di dodici figli, si distinse presto per le sue doti oratorie, tanto che la famiglia prevedeva per lui una carriera da docente.
Egli effettivamente decise di non impiegarsi nell’azienda di famiglia che impegnava già i fratelli e contava oltre duecento dipendenti, e nel 1896 si trasferì a Genova, dove studiò Giurisprudenza, ma al contempo iniziò la sua attività lavorativa occupandosi di commercio di materiale edile per la Bagnara Legnami, azienda di Attilio Bagnara, facoltoso marito di sua sorella Marta.

### L’inizio della carriera
La sua prima esperienza lavorativa presso la Bagnara Legnami di proprietà di suo cognato gli consentì, dopo un breve avviamento, di ottenere la posizione di libero agente di commercio a provvigione. Le sue capacità commerciali si rivelarono presto assai brillanti, ebbe modo di viaggiare e di entrare in contatto con gli esponenti delle maggiori realtà industriali della zona come la famiglia Perrone dell'Ansaldo e la famiglia Piaggio, che possedeva grandi depositi di legname e aveva recentemente inaugurato i nuovi cantieri navali di Riva Trigoso.
Con gli iniziali e consistenti guadagni il giovane Gualino finanziò la sua prima iniziativa imprenditoriale che lo portò ad acquistare una vasta porzione di territorio boschivo a sud della Corsica, con l’intenzione di avviare una propria attività di commercio di legname. Tuttavia questo progetto si rivelò azzardato e infruttuoso poiché fortemente osteggiato dalla popolazione locale, che infine lo costrinse ad abbandonare ogni idea di realizzare uno stabilimento.
Nel 1906, dopo aver lasciato Genova, si trasferì a Casale Monferrato dove conobbe Cesarina Gurgo Salice, sua cugina di primo grado e unica figlia femmina di un’influente famiglia di costruttori edili monferrini. Qui, insieme a Werner Abegg, un ricco industriale svizzero desideroso di investire in Italia, fondò l'Unione Italiana Cementi (UNICEM), convincendo a unirsi all'iniziativa i Gurgo Salice, l'investitore livornese Luigi Ottina, il suo amico biellese Gaudenzio Sella e anche molti altri piccoli impresari edili locali tra cui il noto ingegnere torinese Pietro Fenoglio, già amministratore delegato della Società Anonima Cementi del Monferrato.

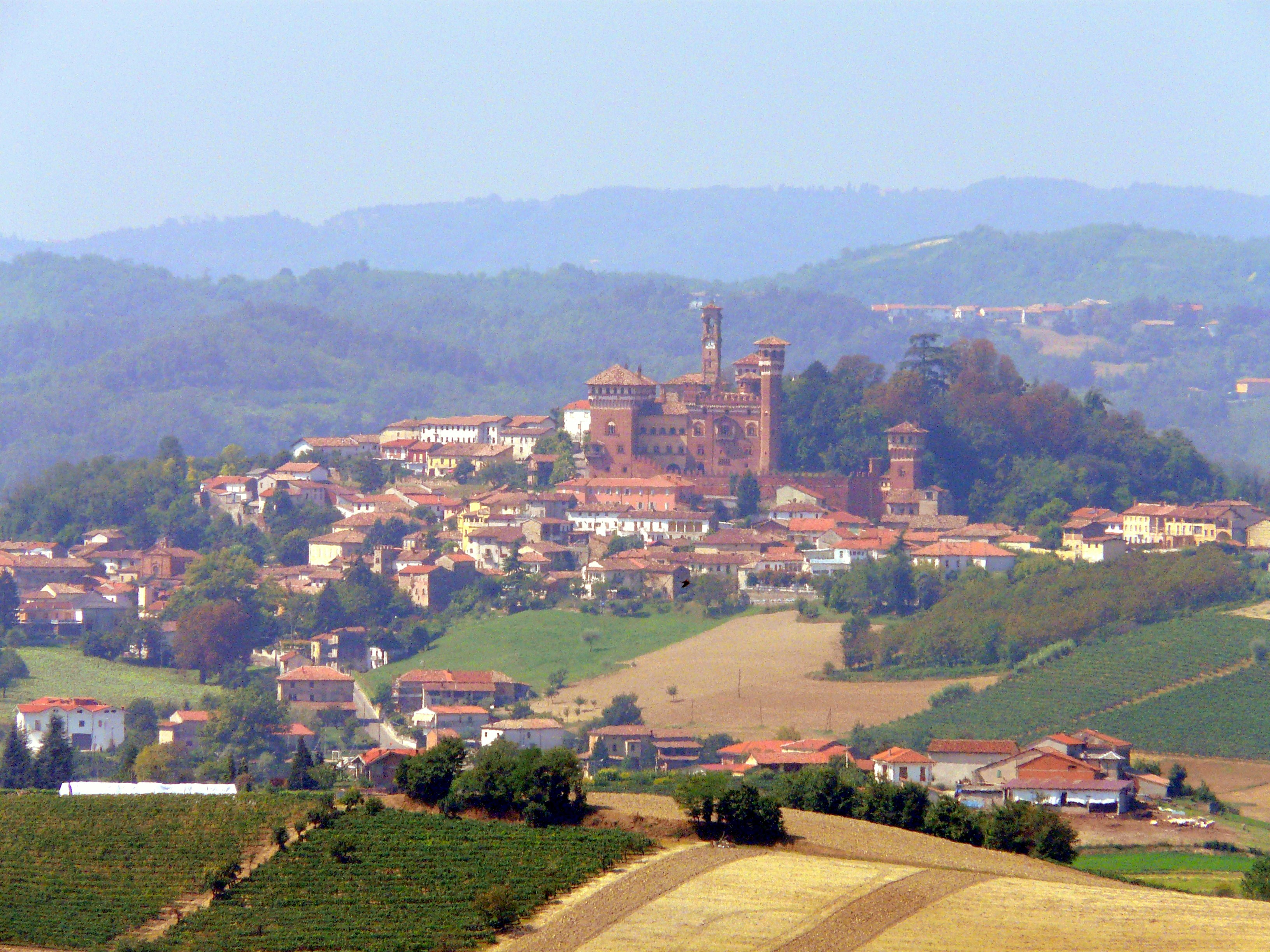
Un'immagine del castello di Cereseto,
una delle dimore di Riccardo Gualino

L’8 settembre 1907 Riccardo Gualino e Cesarina Gurgo Salice convolarono a nozze e si stabilirono a Mombello Monferrato. L’attività di Gualino proseguì bene ma l’idea di aprire uno stabilimento di lavorazione del legname non fu abbandonata e divenne realtà a seguito del suo acquisto di 23.000 ettari di foresta nei Carpazi meridionali, in territorio romeno. Qui, nel cuore della Transilvania, Gualino realizzò uno dei più moderni stabilimenti di lavorazione del legname del tempo, costituito da un villaggio per operai e impiegati, una mensa, un ospedale e la moderna segheria collegata a un esteso sistema di teleferiche e di ferrovie a scartamento ridotto che consentivano di trasportare il legname fino alla rete ferroviaria locale. 
Con questo stabilimento e la direzione della UNICEM, Gualino divenne presto uno dei maggiori produttori di materiale edile del nord Italia.
Nel 1912 i coniugi Gualino si trasferirono a Cereseto, dove avevano fatto costruire una sorta di castello in stile neogotico progettato dall'ingegner Vittorio Tornielli. Qui, ebbe inizio la loro passione di collezionisti d’arte e altresì la fama di grandi intrattenitori per gli sfarzosi ricevimenti che davano, a cui partecipavano i più eminenti nomi dell’industria biellese come i Fila, i Rivetti, i Loro Piana, i Sella, i Bellia e gli Zegna. 

### L’ascesa e la scena internazionale
La produzione di legname crebbe di pari passo con la domanda e altrettanto accadde con il cemento, grazie anche alla contestuale invenzione del cemento armato brevettato dall’ingegnere francese François Hennebique, che fece vertiginosamente aumentare le richieste e stimolò Gualino a porre nuovamente l’attenzione anche al di fuori dell’Italia. Egli si concentrò particolarmente su Parigi, che viveva un periodo di grande espansione, la UNICEM divenne quindi uno dei maggiori fornitori di cemento e laterizi per la realizzazione dei nuovi quartieri residenziali che andavano sorgendo sugli Champs-Elysées.
Dopo aver concluso una fruttuosa trattativa di vendita dello stabilimento di legname e della foresta nei Carpazi con un gruppo di investitori inglesi capeggiato da Sir Arthur Neville Chamberlain, andò profilarsi all’orizzonte una nuova opportunità investimento che Gualino, grazie a contatti maturati anche tramite la sua convinta adesione alla Massoneria, vide concretizzarsi a San Pietroburgo.

### San Pietroburgo
A seguito della formazione della Société Générale Immobilière a Parigi che si occupò della realizzazione di svariati edifici ubicati sugli Champs-Elysées, tra cui l’omonimo teatro di cui Gualino ottenne una quota di proprietà come azionista, egli investì in un ambizioso quanto faraonico progetto immobiliare promosso dalla Duma a San Pietroburgo, che era una capitale europea in forte espansione e che ormai superava il milione e mezzo di abitanti.
La discussione del progetto urbanistico definitivo richiese alcuni mesi di intense trattative con il governo locale tramite Alexander Gourevich, un fidato interlocutore di Gualino, che nelle prime settimane del 1913 portò la Société Générale Immobilière a ottenere l’incarico di bonificare una consistente area di ben 270 ettari della penisola urbana alla foce della Neva, per costruire decine di nuovi isolati residenziali provvisti di ampi viali pavimentati in legno dotati di tram e fognature. I lavori richiesero altrettanti mesi e cifre ingenti che Gualino ottenne mediante vari finanziamenti dalla Banca Agricola di Casale, dalla Banca Biellese e dalla Hambros Bank di Londra, che garantì un capitale iniziale di oltre due milioni e mezzo di sterline. Con questa mossa Gualino divenne il principale fornitore di legname e cemento di questo progetto ma anche uno dei più noti immobiliaristi europei dell’epoca.
I lavori si conclusero assai rapidamente e nell’estate del 1914 i coniugi Gualino si recarono a San Pietroburgo per presenziare alla solenne cerimonia d'inaugurazione e alla prima asta di vendita dei lotti immobiliari realizzati fissata per il 31 luglio. Tuttavia l’instabile situazione politica europea, ormai alla vigilia del primo conflitto mondiale, e il crescente fermento della Russia che portò alla rivoluzione d'ottobre del 1917, stravolsero completamente i loro piani e costrinsero i coniugi Gualino a una tempestiva fuga dalla Russia quantomeno rocambolesca; a seguito di un fortunoso rientro attraversando una Germania in subbuglio che preparava azioni di guerra, riuscirono a rientrare in Italia attraverso la Svizzera.
Gualino non fece più ritorno a San Pietroburgo e dovette altresì arginare le sommosse provocate dagli scioperi che colpirono anche le proprie aziende italiane. Soltanto nel 1917 egli dovette amaramente constatare che la nuova situazione politica della Russia era ormai fuori controllo e la rivoluzione bolscevica, che mirava a statalizzare ogni proprietà, gli avrebbe sottratto ogni diritto sui grandi complessi immobiliari di San Pietroburgo, che da allora venne rinominata Leningrado. Ma Gualino, giocando d'anticipo, aveva già venduto gran parte degli edifici pochi anni prima a banche e investitori russi locali.

### La SNIA, la UNICA la URI e il successo imprenditoriale
L'attività di Gualino proseguì la sua ascesa continuando a investire nel mercato immobiliare d’oltralpe e inoltre, nell’autunno del 1914, a seguito di un primo viaggio negli Stati Uniti, ebbe l’intuizione di ampliare il raggio d’azione del suo operato. Dopo aver raggiunto New York a bordo del Lusitania, incontrò Solomon R. Guggenheim, la cui fama di grande collezionista d’arte era nota in tutto il mondo. Fu più volte ospite della sua dimora di Manhattan ed ebbero modo di parlare di arte, di collezionismo ma anche di affari, conoscendo anche altri eminenti personaggi dell’alta società americana tra cui la famiglia Kennedy.
Da questa sua prima esperienza americana maturò l’idea di investire nell’importazione di carbone dagli Stati Uniti, poiché l’imminente guerra e il crescente sviluppo dell’industria in Europa e in Italia costituivano un’incessante domanda di energia. Nel 1915 Gualino decise che i tempi erano maturi, pertanto fondò a New Orleans la Shipbuilding Company e la Marine and Commerce Corporation of America con sede a New York e, tornato a Torino, fondò la Società Navigazione Italo Americana (SNIA); inoltre, per ovviare agli ingenti costi di nolo delle navi, Gualino propose al giovane Giovanni Agnelli di entrare in società con lui per far costruire una flotta di ventidue navi cargo che commissionò in parte ai cantieri navali della Piaggio di Riva Trigoso. Nel corso del 1916 le prime navi cargo della SNIA solcarono l’Atlantico importando ingenti quantità di carbone dagli Stati Uniti che, come acquirente principale, ebbero proprio la stessa FIAT ma anche il Governo italiano, decretando la SNIA uno dei maggiori fornitori di combustibile del Paese.
Contemporaneamente, l’alleanza dell’Italia con la Francia nel contesto bellico, inoltre, favorì Gualino nel continuare a operare anche sul mercato francese, dove continuò a investire gli enormi profitti recentemente derivati dalla SNIA nel settore immobiliare, acquistando e costruendo ulteriori edifici a ridosso degli Champs-Elysées a Parigi.
Alla fine del 1918 Riccardo Gualino era diventato uno dei personaggi più influenti e facoltosi della finanza europea, capace di muoversi abilmente attraverso le oscillazioni del mercato, operando con grande intuizione ed equilibrismo e manovrando ingenti capitali che gli permisero di acquisire il controllo di svariate società nei più differenti settori: acquisì quote della Renault e della Ford France, acquistò partecipazioni dell’industria dolciaria Tobler e, dopo aver acquistato alcune piccole banche con cui era indebitato come il Credito Piemontese, la Banca Cravario & C., la Banca Biellese e la Banca Agricola di Casale, fondò a Torino la Banca Agricola Italiana, di cui divenne il principale azionista di riferimento.
Nel 1919 Gualino e consorte decisero di trasferirsi a Torino, ormai fulcro delle molteplici attività economiche che videro Gualino concentrarsi sul crescente evolversi dell’industria, con l'acquisto della casa automobilistica SPA, della Società Idroelettrica Piemontese (SIP) ma anche di quote azionarie del quotidiano torinese La Stampa, della Banca Commerciale Italiana e della FIAT. 
Fu proprio divenendo azionista della FIAT che il rapporto con Agnelli si consolidò particolarmente, poiché l'acquisto delle azioni da parte di Gualino si rivelò cruciale per scongiurare l'ostile tentativo di acquisizione da parte della famiglia Perrone di Genova nel 1920, che controllava il mercato siderurgico con l'Ansaldo. Gualino si schierò dunque a fianco di Giovanni Agnelli condividendo con lui il pacchetto azionario di controllo ma la vera svolta fu la successiva cessione delle proprie azioni FIAT ad Agnelli, che consentì a quest'ultimo di realizzare quell'ambizione personale che nutriva da lungo tempo, ovvero ottenere la maggioranza dell'azienda di cui era direttore generale già da anni; fu probabilmente per questo debito di riconoscenza che Agnelli nominò Gualino vicepresidente della FIAT, mentre il neopresidente della FIAT Giovanni Agnelli venne nominato vicepresidente della SNIA.
Con il recente acquisto di Palazzo Làscaris Gualino aveva stabilito il suo quartier generale. Il prestigioso edificio storico torinese a poca distanza da piazza Solferino fu per molti anni la sede della SNIA e di altre sue società a essa collegate. Tuttavia, a guerra finita la domanda di carbone era drasticamente diminuita e la SNIA non rivestiva più un’importanza così strategica, pertanto le priorità erano altre e il settore chimico, foriero di nuove scoperte, rappresentava una nuova frontiera da esplorare e, poiché da buon biellese era anche un ottimo conoscitore del settore tessile, nel 1920 Gualino acquistò il brevetto per l’Italia per la realizzazione del rayon, ovvero un nuovo tessuto sintetico del tutto simile alla seta ma infinitamente più resistente e realizzabile artificialmente a un costo assai più basso. La crisi dell'industria serica dovuta all'azione parassita della filossera degli anni passati aveva fatto ridurre clamorosamente la produzione di seta, di cui il Piemonte era sempre stato un importante produttore, pertanto questo nuovo materiale avrebbe cambiato le sorti dell’economia del settore e altresì consentito a Gualino di ampliare ulteriormente i propri orizzonti commerciali. 
Fu così che nel 1920 la SNIA assorbì la Società Viscosa di Pavia, la Italiana Fabbriche Viscosa di Venaria, la Italiana Seta Artificiale di Cesano Maderno e fu rinominata SNIA Viscosa; in seguito Gualino acquisì anche la Rumianca e la Bombrini Parodi Delfino, aziende chimiche che fornivano un supporto di ricerca e le materie prime necessarie al processo di produzione dei filati.
Oltre a quello del rayon Gualino acquisì uno specifico brevetto per realizzazione della "salpa", una sorta di similpelle ricavata da scarti di lavorazione e residui alimentari; fu così che poco tempo dopo fondò la General Salpa, con stabilimenti in Italia, Francia, Connecticut e la sede legale a Terranova, in Canada, dove Gualino possedeva anche uno stabilimento di lavorazione del merluzzo.

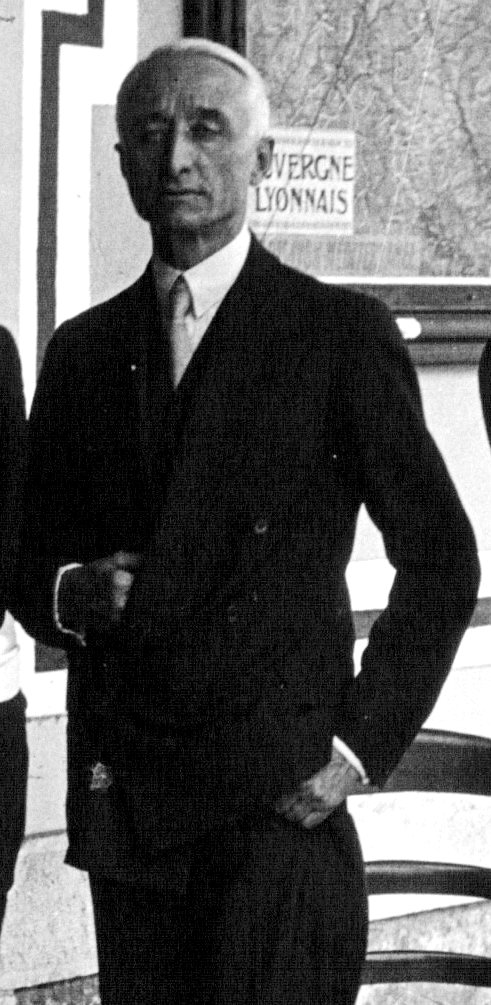
Riccardo Gualino nel 1932 a Parigi

Nonostante gli investimenti dislocati un po’ in tutto il mondo, la Francia fu una seconda patria per gli interessi e l’attività imprenditoriale di Gualino. I suoi prolungati soggiorni a Parigi gli consentirono di entrare in contatto con molte personalità di spicco del mondo della finanza, nonché dell'arte e dello spettacolo, e con la moglie Cesarina divennero assidui frequentatori dell’Opéra ma anche di teatri minori di avanguardia artistica. 
Tramite le sue molteplici frequentazioni riuscì ad acquisire anche partecipazioni della Banque Dubois, che gli consentirono di ottenere il controllo azionario di importanti realtà produttive francesi del settore tessile come la Blanchisseries de Thaon, la Etablissements Maréchal, le filande alsaziane della Bloch e la Chaussures Françaises, un colosso da circa diecimila dipendenti, con svariati punti vendita sul territorio.
Durante uno dei suoi frequenti soggiorni nella capitale francese Gualino conobbe il finanziere Albert Oustric che, mediante la banca omonima, gli consentì di penetrare ulteriormente il mercato francese acquisendo anche quote azionarie della Peugeot, dell’azienda produttrice di linoleum Sarlino, della nascente compagnia aerea belga Sabena e della società petrolifera belgo-rumena Romana-Belgiana de Petrol. Nel frattempo Gualino, che aveva già costituito la Société Générale Immobilière nel 1912, fondò anche la Société Anonyme des Cafés et Restaurants che deteneva la proprietà di alcuni famosi bistrot parigini, del famoso Colisée, del Théatre des Champs Elysées e quote azionarie dei celebri grandi magazzini Le Bon Marché.
A Torino, mentre la SNIA Viscosa otteneva un crescente successo con il grande stabilimento torinese di Abbadìa di Stura e apriva nuovi stabilimenti nel resto del Piemonte, Gualino continuò a rivelarsi un imprenditore eclettico, poliedrico e imprevedibile, tanto che volle investire anche nel settore alimentare; grazie ai suoi innumerevoli viaggi e alla sua conoscenza del mondo egli intuì che l’economia del futuro si sarebbe basata sul consumo di massa. 
La situazione economica torinese e, più in generale quella italiana, era in crescita tuttavia alcuni settori, come quello alimentare, non erano particolarmente floridi, malgrado la grande tradizione e la qualità dei prodotti.
Alla luce di questo, Gualino nel 1923 propose ai produttori torinesi di cioccolato in difficoltà di unirsi in una società, replicando la stessa scelta vincente che lo condusse a istituire la UNICEM anni prima a Casale Monferrato e fondò la Unione Nazionale Italiana Cioccolato e Affini (UNICA), a cui aderirono Michele Talmone, la Moriondo&Gariglio, la Cioccolato Bonatti, la Gallettine & Dora Biscuits e altri piccoli produttori locali con una quota minoritaria. 
Lo stabilimento della UNICA venne realizzato a Torino, lungo corso Francia e, con i suoi 100.000 metri quadri di superficie, fu tra i più grandi d'Italia e inoltre vantava caratteristiche d’avanguardia a vantaggio delle condizioni dei lavoratori: padiglioni luminosi e ariosi, un laboratorio chimico sperimentale, un reparto specifico per la produzione di imballi e confezioni, un centralino telefonico e una grande mensa per gli oltre 1.800 dipendenti. 
Contemporaneamente alla fondazione della UNICA, Gualino acquisì anche la celebre azienda siciliana Florio, nota per le famose cantine di marsala, i prodotti alimentari di altissima qualità e, inoltre, egli acquisì anche la Cinzano, storica azienda piemontese produttrice di liquori e alcolici.

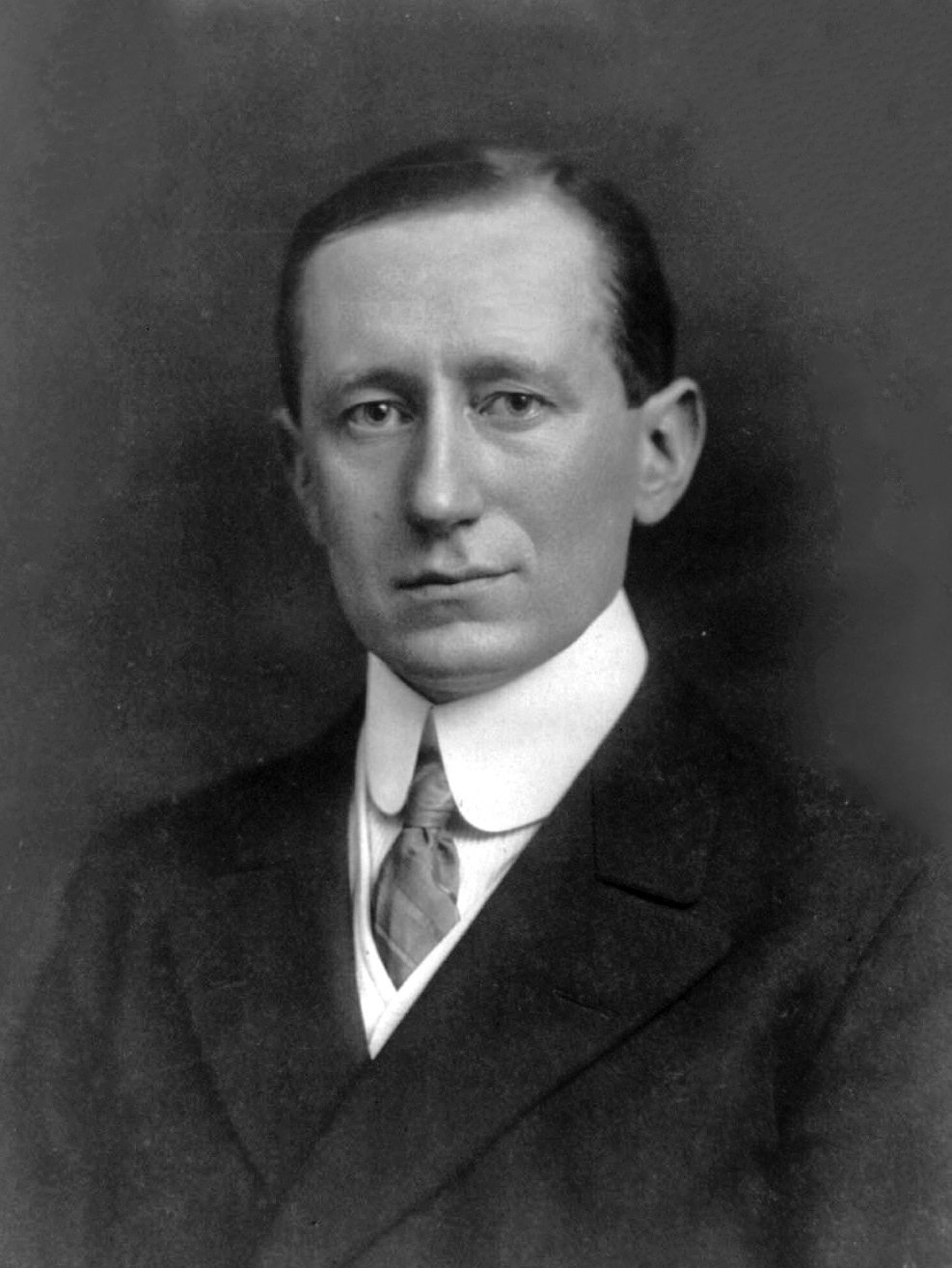
Guglielmo Marconi

L’attività di Gualino continuò a ritmo incessante ed era volta a diversificare interessi e investimenti. Sono anni in cui il progresso tecnologico, accelerato dagli eventi bellici, aveva portato grandi e importanti innovazioni, tra cui la radio.
Gualino conobbe personalmente Guglielmo Marconi a Londra, dove egli aveva fondato la Marconi Company Ltd. e dove Gualino stesso aveva investimenti presso la Hambros Bank. In seguito invitò Marconi a Sestri Levante, dove Gualino aveva fatto costruire tre residenze a picco sul mare, tra cui una torre in cui Marconi effettuò esperimenti, mentre nell'antistante baia ormeggiò il suo celebre panfilo Elettra.

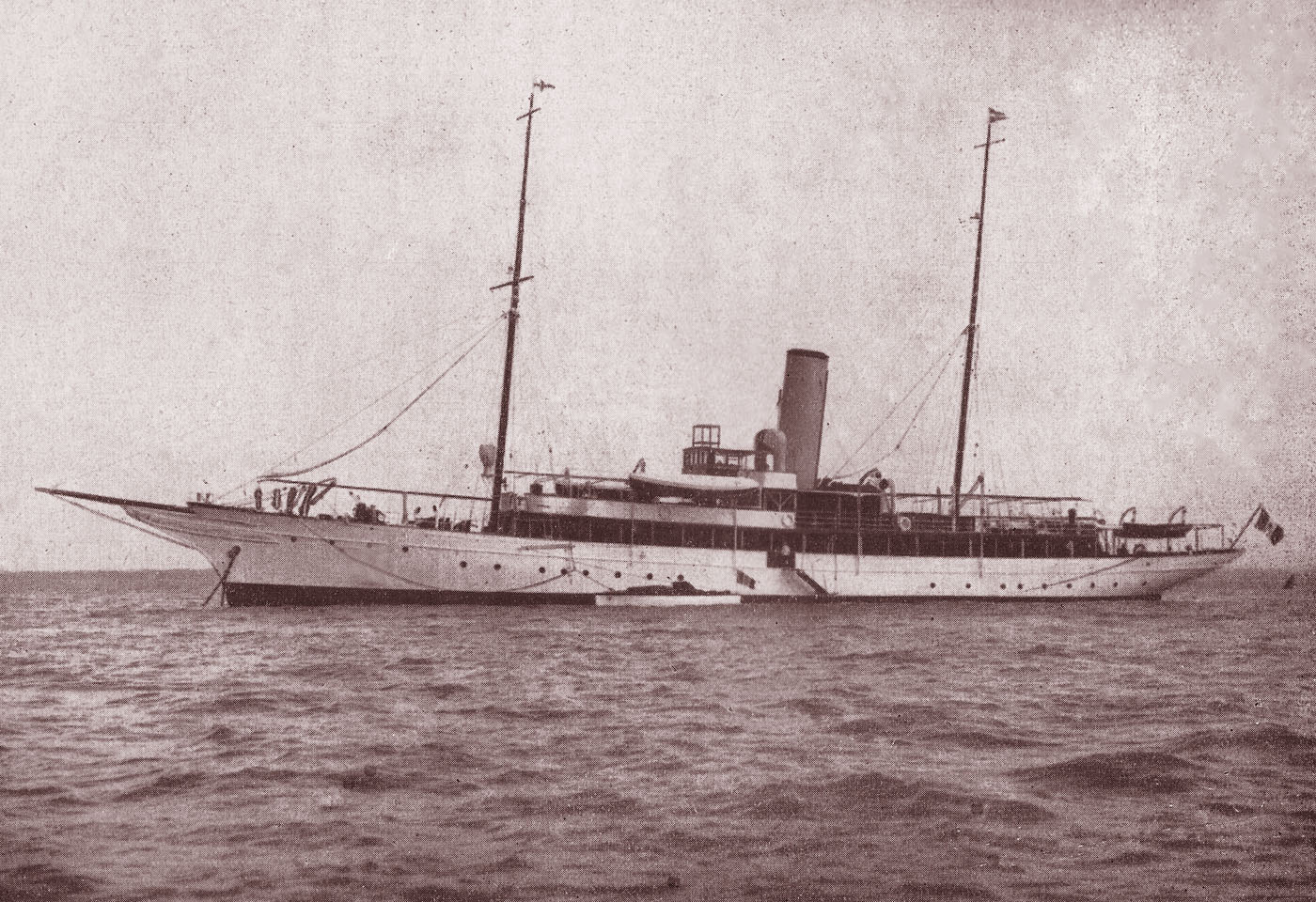
Il panfilo Elettra di Guglielmo Marconi, ormeggiato nella baia di Sestri Levante nel 1925

Marconi godeva comprensibilmente di una grande stima e si era arricchito enormemente grazie al suo geniale brevetto che segnò una svolta storica, Gualino quindi intuì che i tempi erano maturi affinché anche in Italia vi fosse una società che fabbricasse su sua licenza apparecchi radiofonici e che inoltre gestisse il recentissimo mercato della radiofonìa, poiché la radio sarebbe stata destinata anch’essa a diventare un prodotto di massa che ogni italiano avrebbe presto avuto in casa. Nel 1924 nacque così la Società Italiana Radio Audizioni Circolari (SIRAC) che, in seguito alla fusione della Radiofono controllata dallo stesso Marconi, divenne Unione Radiofonica Italiana (URI), ovvero il primo ente italiano a ottenere, con il Regio Decreto 2191 del 27 novembre 1924, la «concessione esclusiva dei servizi radioauditivi circolari su tutto il territorio nazionale e sulle colonie».
Questo ennesimo traguardo, insieme all’acquisto della Fabbrica Italiana Pianoforti (FIP) di Torino, avvicinò maggiormente Gualino al settore dello spettacolo, poiché conobbe anche Guido Maggiorino Gatti, un giovane ingegnere della FIP con la passione per la musica, l’opera e il teatro. 
Anche Gualino nutriva la stessa passione per le arti e ancor di più sua moglie Cesarina, che viveva costantemente immersa in un’atmosfera di grande fermento artistico che animava la loro dimora di Torino, grazie alla costante presenza delle sue amiche danzatrici russe, figlie di quel Gourevich di San Pietroburgo che organizzò la trattativa per la costruzione dei nuovi quartieri, e dei maggiori esponenti dell’arte contemporanea dell’epoca come Felice Casorati e il gruppo dei Sei di Torino, di cui il pittore torinese era illustre caposcuola. Ad aggiungersi a questo vivacissimo cenacolo artistico che alloggiava in pianta stabile a casa Gualino vi fu Lionello Venturi, celebre critico artistico e docente universitario che Gualino conobbe nel 1918 e divenne presto un suo prezioso collaboratore ma anche un importante consigliere e amico con cui resteranno in stretto contatto durante tutto l’arco della loro vita.

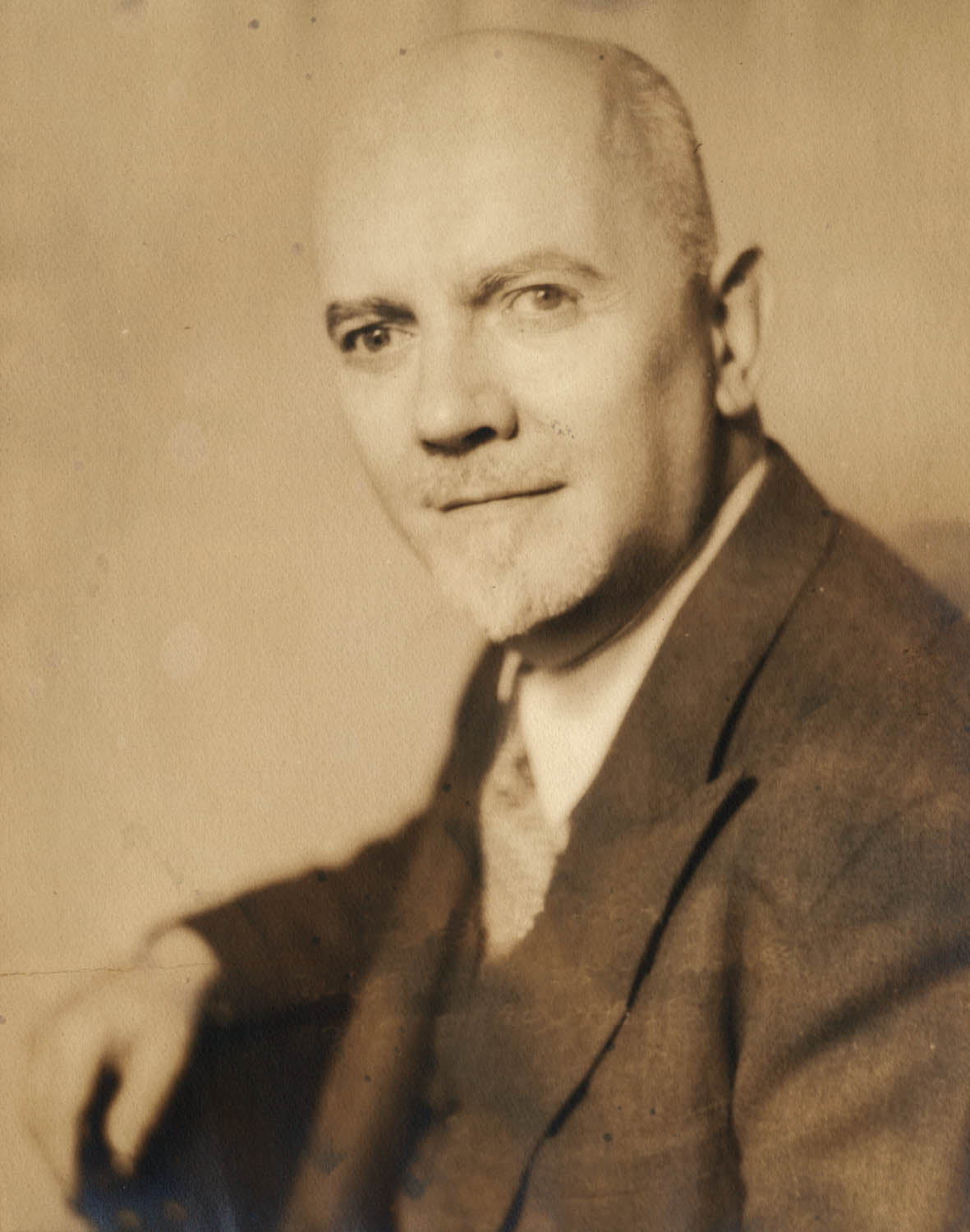
Lionello Venturi, grande amico e collaboratore di Gualino

La grande sete di arte e cultura che si respirava in casa portò i coniugi Gualino a realizzare un primo teatro privato nella loro dimora torinese di via Galliari, dove poter mettere in scena piccoli spettacoli di avanguardia artistica e dare così sfogo alle proprie passioni culturali, attraendo un piccolo ma selezionato pubblico tra cui spiccavano eminenti intellettuali dell'epoca come Luigi Einaudi e Piero Gobetti.
Questa prima avventura personale portò tuttavia a una successiva impresa decisamente più importante, ovvero all’apertura del Teatro di Torino, acquisito nel 1925 con l’acquisto del vecchio Teatro Scribe di via Verdi, ormai in disuso. Gualino ne fu il finanziatore, il mecenate e lo fece ristrutturare completamente dotandolo delle più moderne apparecchiature di diffusione sonora e si avvalse della collaborazione di Gigi Chessa e Felice Casorati, coinvolse pienamente anche Lionello Venturi e infine affidò la direzione artistica al giovane ingegnere della FIP, Guido Maggiorino Gatti.
Le attività di Gualino andarono moltiplicandosi così come i profitti. Palazzo Lascaris pur essendo una sede prestigiosa divenne insufficiente a ospitare tutti gli uffici a tal punto che si rese necessaria la scelta di un luogo più grande, una nuova sede. Gualino volle che il nuovo edificio fosse l’emblema delle proprie aziende, ovvero che esprimesse un condensato di modernità, rigore ed efficienza, con una particolare attenzione all’architettura contemporanea d’avanguardia che traeva spunto dal Bauhaus. Fu così che nel 1928 nacque l’idea di Palazzo Gualino, un nuovo edificio pluripiano affacciato sul vicino Parco del Valentino e la cui progettazione fu interamente affidata a due architetti di spicco per l’epoca: Giuseppe Pagano e Gino Levi-Montalcini, già impegnati nella progettazione del transatlantico California, sempre commissionato da Gualino stesso. L’edificio fu realizzato in poco tempo e detenne il primato di unico edificio italiano realizzato appositamente per ospitare unicamente uffici e, declamato dalla stampa di settore, divenne uno dei maggiori esempi di Razionalismo italiano.

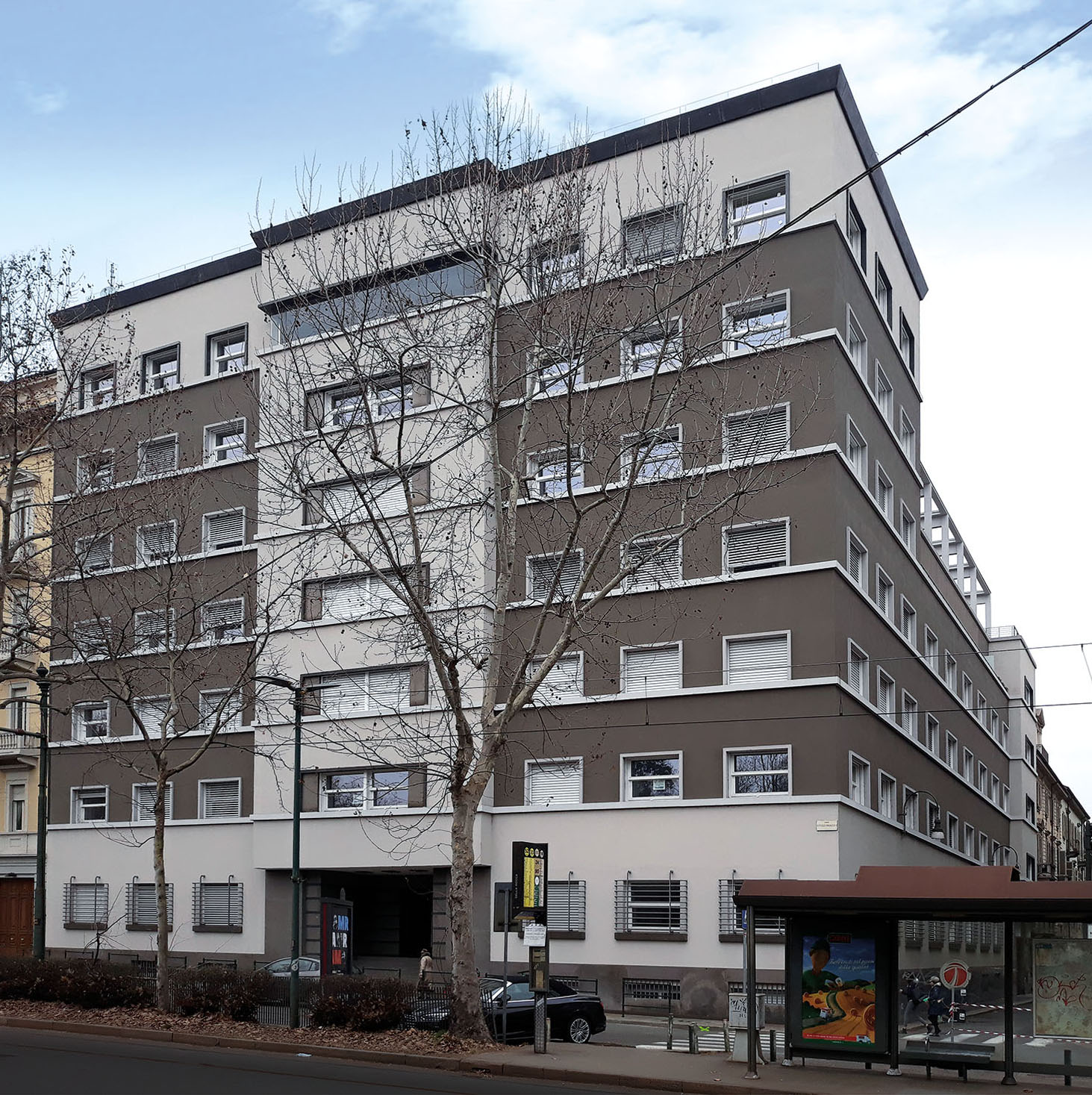
Una veduta di Palazzo Gualino, dal 2019 noto come Palazzo Novecento

Oltre a quest’ultimo progetto Gualino si fece promotore anche di un grande piano di ristrutturazione del centro di Torino, specialmente per quanto riguardava la zona adiacente alla vecchia via Roma, ormai troppo stretta e angusta. Dai progetti preliminari si intuiva una grande trasformazione dell'area urbana interessata che prevedeva anche la realizzazione di una metropolitana sotterranea sull'esempio di Parigi e Londra che Gualino ben conosceva e i cui treni elettrici sarebbero stati prodotti dalla Piaggio mediante una sua azienda consociata. Tuttavia, dopo aver presentato alcuni progetti preliminari al Comune di Torino, il progetto della nuova via Roma si arenò e fu momentaneamente accantonato.

### Il difficile rapporto con il fascismo e la crisi
L’attività di Gualino proseguì febbrilmente e i suoi interessi economici spaziavano ormai dalla finanza all’industria meccanica, navale, tessile e petrolchimica, dal settore alimentare a quello immobiliare. 
Inoltre la sua passione per l’arte e il collezionismo lo portò a pubblicare in tiratura limitata un prestigioso volume intitolato La Collezione Gualino, curato dal critico Lionello Venturi. La sua attività di mecenate continuò anche con il Teatro di Torino, dove andarono in scena rappresentazioni d'avanguardia che, pur attraendo illustri autori stranieri e italiani come Brecht e Pirandello, non sempre incontravano il favore del pubblico, ormai sempre più orientato verso gusti più retorici e nazionalistici tanto cari al regime fascista.
Pur non osteggiando apertamente il fascismo, Gualino tuttavia non ne fu mai un convinto sostenitore e il suo orientamento profondamente liberale lo condusse a muovere anche alcune critiche all'operato del Governo, specialmente riguardo alle scelte di natura economica come il decreto che stabilì la Quota 90, un complesso progetto di rivalutazione monetaria della Lira volto a contrastare la predominanza della Sterlina ma che effettivamente in seguito si rivelò controproducente per l'economia italiana del tempo. A questo proposito Gualino osò anche scrivere una lettera personale al Duce con cui, seppur garbatamente, motivava le sue critiche a tale operazione illustrandogli altresì le non trascurabili conseguenze negative che ciò avrebbe inevitabilmente comportato.
A questa sua missiva non vi fu alcuna risposta, tuttavia il 17 novembre 1927 Gualino subì una prima e inaspettata battuta d'arresto poiché, malgrado la concessione di dieci anni conferita tre anni prima alla URI, il governo fascista con il Regio Decreto n. 2207 stabilì la trasformazione dell'URI in EIAR, affidandone la gestione della radiofonia per i successivi venticinque anni sotto il diretto controllo del Ministero delle Comunicazioni presieduto da Costanzo Ciano, consuocero di Benito Mussolini.
Malgrado questo smacco Gualino, che era negli Stati Uniti per la sua terza volta, guardò oltre e concluse un promettente accordo con la RKO Pictures, aggiudicandosi i diritti per l'Europa di molti titoli prodotti dalla casa cinematografica statunitense. Il Cinema costituiva ormai un nuovo orizzonte da esplorare.
Al suo ritorno a Torino, Gualino rassegnò le dimissioni dall'incarico di vicepresidente della FIAT e si lanciò in un nuovo settore, quello delle corse ippiche. Approfittando del rinnovo del consiglio di amministrazione della Società Torinese per le Corse di Cavalli, introdusse al suo interno Giuseppe Gurgo Salice, fratello di sua moglie Cesarina, e contemporaneamente acquistò un vasto lotto di terreno alla periferia della città, dove fece costruire l’Ippodromo Mirafiori, una trionfale struttura progettata dall’ingegner Vittorio Tornielli. Contestualmente prese contatti con l’inglese Gordon Plummer, uno dei più esperti allevatori di cavalli da competizione, per creare una propria scuderia sportiva in grado di competere con successo a livello nazionale nei maggiori ippodromi.
Nella primavera del 1928 Gualino commissionò una nuova residenza progettata dagli architetti Busiri Vici, già autori dei tre castelli di Sestri Levante realizzati pochi anni prima. L’edificio venne realizzato a Torino, su un terreno in collina acquistato da una nobile famiglia torinese e verrà nominato Villa Gualino. L'avveniristica struttura sorprese per le sue caratteristiche da architettura d’avanguardia ispirata ai più moderni principi del Razionalismo, con ampi locali per ospitare le numerose opere della Collezione Gualino, che ormai contava centinaia di pezzi di enorme valore e a cui ultimamente si erano aggiunti anche autori contemporanei come Modigliani, Fattori, Manet, Picasso e Chagall.
Malauguratamente nel 1929, anno notoriamente funesto per l'economia del tempo, la Banca Agricola Italiana di cui Gualino era azionista di maggioranza presentò un bilancio preoccupante, che esponeva l’istituto di credito a una sofferenza superiore ai due terzi dell’attivo. La Banca Agricola Italiana era una delle principali finanziatrici degli affari di Gualino che, comunque, continuavano a creare profitti anche grazie agli investimenti intrapresi mediante la francese Banque Oustric, con cui egli raggiungeva un giro di affari di circa un miliardo di franchi. Tuttavia, in seguito al verificarsi di alcuni disordini presso le filiali della Banca Agricola Italiana, affollate di correntisti allarmati che ritiravano denaro, la Banca d’Italia convocò Gualino a Roma per avere un colloquio con il Ministro delle Finanze Antonio Mosconi e il Governatore Bonaldo Stringher, vecchio amico di Gualino. 
Grazie alla conoscenza di lunga data con Stringher, Gualino ottenne delle particolari agevolazioni e un versamento di duecento milioni di lire a favore della Banca Agricola Italiana, nonché la concessione di un credito personale di novanta milioni di lire, in cambio dell’acquisto di tutte le azioni della General Salpa e della UNICA che possedeva la Banca d’Italia.

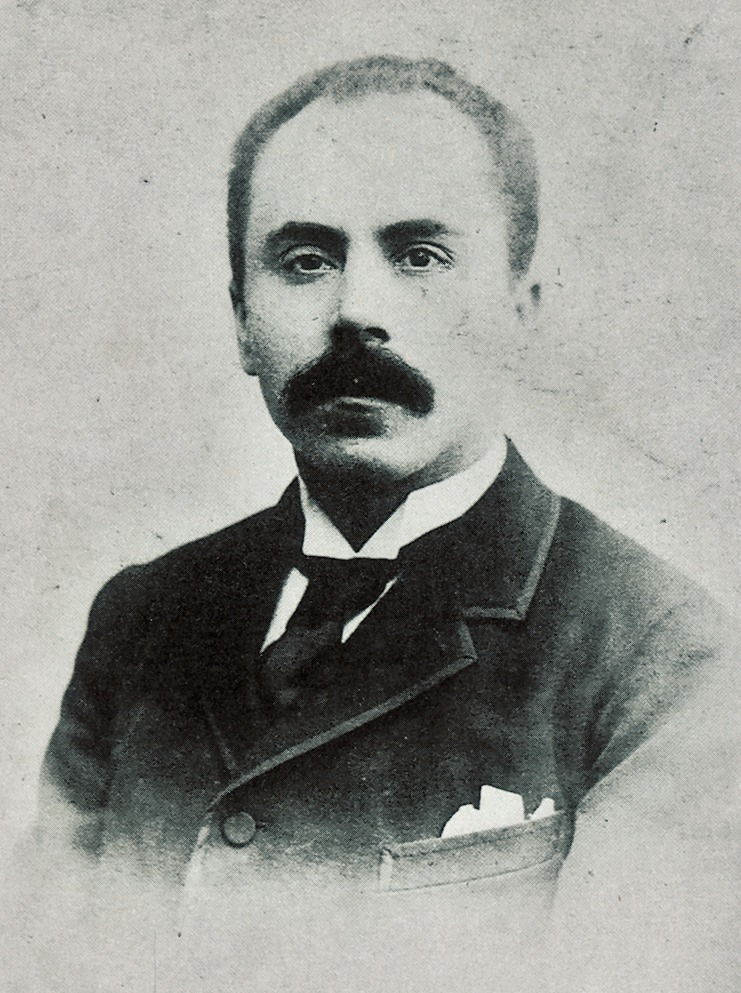
Il Governatore della Banca d'Italia Bonaldo Stringher, che attuò un primo tentativo di salvataggio finanziario di Gualino

Superata questa prima crisi finanziaria, Gualino riprese a gestire i propri affari, a seguire i lavori di completamento di Villa Gualino e a organizzare una prima mostra alla Galleria Sabauda per esporre la propria collezione. 
Nel febbraio del 1930, in occasione di una prima al Teatro Regio a seguito dell'inaugurazione della mostra, i coniugi Gualino ebbero altresì il privilegio di conoscere personalmente il principe Umberto e la sua consorte Maria José, con la quale Cesarina intrecciò presto un'assidua frequentazione.
Tuttavia i guai non sarebbero ancora finiti. Nel luglio del 1930 i tecnici della SNIA Viscosa resero noto al consiglio di amministrazione i preoccupanti dati di una relazione effettuata sugli effetti dell'esposizione al solfuro di carbonio utilizzato per la produzione massiva del rayon; essi si rivelarono effettivamente dannosi per la salute dei lavoratori con disturbi che variavano dai più lievi come la cefalea ai più gravi o fatali come la sterilità e l’avvelenamento.
Il 1º ottobre 1930, a seguito del discorso del Duce per l’inaugurazione del nuovo Palazzo delle Corporazioni, in cui Mussolini definì con chiare allusioni alcuni imprenditori italiani «acrobati dell’industria e della finanza disinvoltamente temerari, la cui gamma va dal cemento alla cioccolata, dal piombo alla seta artificiale», Gualino venne nuovamente convocato dalla Banca d’Italia a Roma. Il Ministro delle Finanze Antonio Mosconi e il nuovo Governatore Vincenzo Azzolini chiesero a Gualino di fornire maggiori garanzie, poiché effettivamente le cambiali emesse dalla Banque Oustric non risultavano più affidabili secondo i rapporti della Commissione Rischi della Banca d’Italia, pertanto la richiesta formalizzata dal Governatore Azzolini si rivelò più severa del previsto e assolutamente priva di termini di contrattazione: Gualino avrebbe dovuto fornire nuovi titoli bancari a garanzia per saldare un debito residuo di sessantasei milioni di lire e quindi ipotecare tutte le proprietà immobiliari di Torino, Cereseto, Mombello Monferrato e Sestri Levante; infine gli venne imposto anche di cedere allo Stato a titolo perenne e gratuito l’intera Collezione Gualino, al tempo esposta temporaneamente alla Galleria Sabauda di Torino.
A peggiorare la situazione economica già piuttosto compromessa di Gualino vi fu il successivo crollo della Borsa di Parigi e il fallimento della Banque Oustric, con il conseguente arresto di Albert Oustric il 21 novembre 1930 sotto l’accusa di bancarotta fraudolenta. In Francia si gridò allo scandalo poiché, da ciò che venne chiamato le grand bordel du 1930, emerse che Albert Oustric avrebbe concluso affari poco chiari con Marthe Hanau, un’intraprendente quanto spudorata faccendiera esperta di finanza che operò con la complicità dell’ex Ministro delle Finanze francese Raoul Péret, che era candidato alla Presidenza della Repubblica ma anche avvocato di fiducia di Oustric stesso e colpevole, a sua volta, di aver favorito oltremodo la quotazione sovrastimata delle azioni SNIA presso la Borsa di Parigi.
Gualino, ormai nell’occhio del ciclone, nel dicembre del 1930 tentò di correre ai ripari prendendo contatti con la Hambros Bank di Londra, con cui mantenne sempre ottimi rapporti, fissando un urgente incontro per la fine di gennaio del 1931; tuttavia l’evoluzione dei fatti non fu a suo favore.

### Il confino a Lipari
Il 19 gennaio 1931 Gualino venne arrestato da due funzionari dell’OVRA che lo prelevarono dalla sua abitazione di Torino, in via Galliari 28 e lo condussero prima in Questura e poi al carcere Le Nuove, in attesa dell’emanazione del decreto che lo condannò a cinque anni di confino presso l’isola di Lipari per «aver arrecato grave nocumento all’economia nazionale».
Il 21 gennaio fu condotto a Messina in treno, poi trasferito a Milazzo e da lì in traghetto fino a Lipari, dove altri gendarmi lo accolsero con la consueta diffidenza riservata agli esuli e gli resero note le severe regole a cui avrebbe dovuto sottostare. Tuttavia Gualino, potendo ancora contare su delle risorse economiche residue e forse grazie anche alla sua empatìa, ebbe modo di trovare alloggio autonomamente presso un’abitazione di una famiglia che gli affittò una modesta stanza, evitando così di soggiornare nell’affollato dormitorio comune.

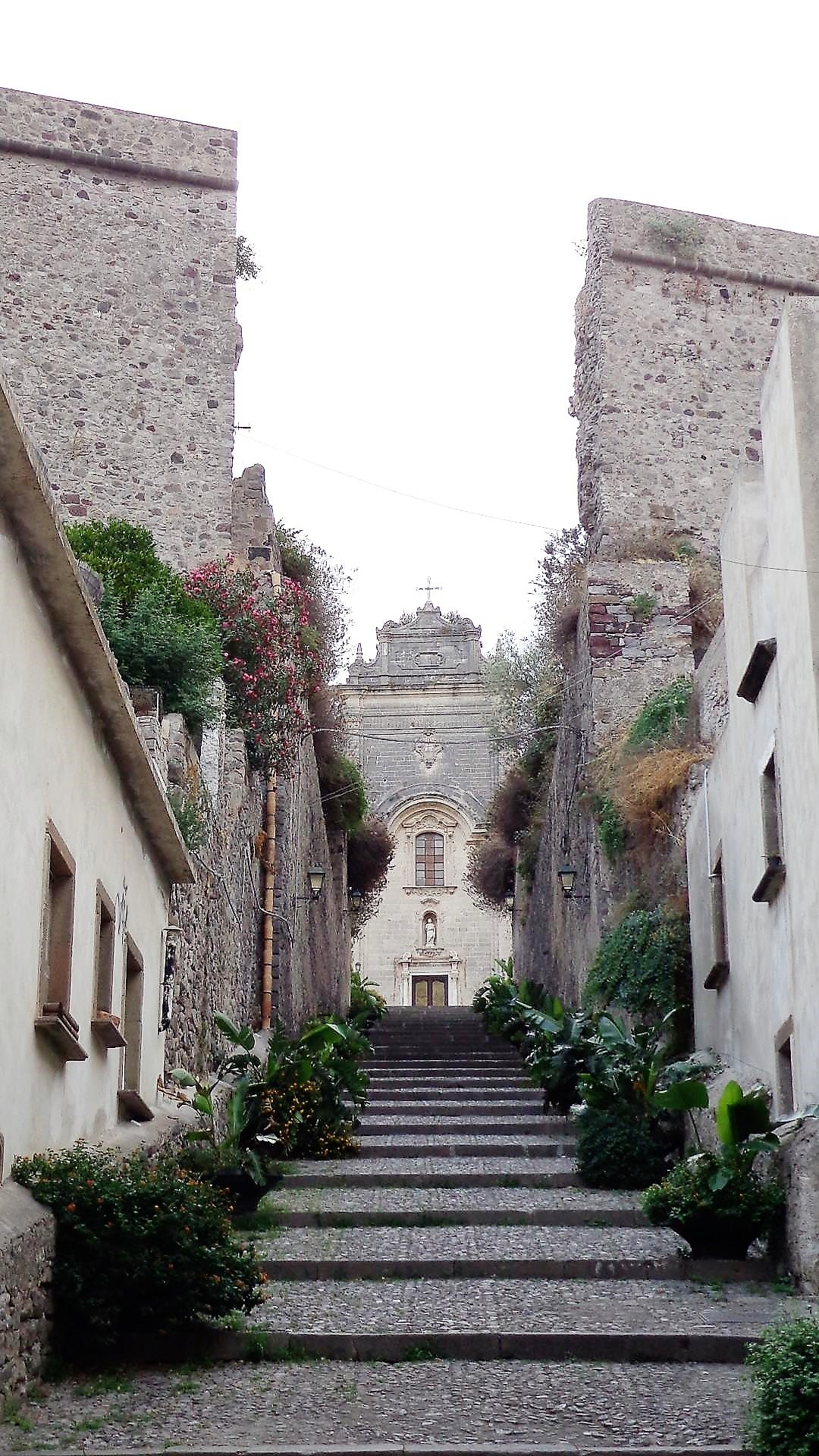
Uno scorcio di Lipari, vicino alla casa che ospitò Gualino durante il confino

Durante il periodo di confino la moglie Cesarina si trasferì con i figli a Casale Monferrato presso la propria famiglia, mentre Gualino si confrontò con la solitudine, occupando il tempo leggendo e scrivendo. Egli realizzò alcuni manoscritti tra cui Frammenti di vita, una sorta di autobiografia, Tim e Tom in America un racconto di fantasia, poi Solitudine e infine Uragani, un romanzo sulla grande crisi finanziaria del 1929 negli Stati Uniti.
Nel frattempo a Torino le principali aziende italiane di sua proprietà vennero spartite tra i maggiori investitori dell'epoca. La SNIA fu acquistata da Senatore Borletti, già proprietario della Rinascente, che la rilanciò avviando la produzione del lanital, un nuovo filato acrilico derivato dalla caseina. La UNICA venne acquistata dalla Venchi, guidata da Gerardo Gobbi, mentre la Banca Agricola Italiana fu assorbita dall'Istituto Bancario San Paolo di Torino. Altre aziende minori furono invece acquistate dalla IFI di Giovanni Agnelli, che acquistò all'asta anche Palazzo Gualino e vi stabilì i propri nuovi uffici; lo stesso Agnelli acquistò all’asta fallimentare anche l’intero complesso dell’Ippodromo di Mirafiori, che però fece prontamente radere al suolo per far costruire il nuovo stabilimento industriale Fiat Mirafiori, completato nel 1939.
Anche le proprietà immobiliari di Gualino furono confiscate e in parte messe all’asta. Villa Gualino, l'abitazione sulla collina torinese in cui non abitò mai, venne acquisita dal Comune di Torino che la convertì in una colonia elioterapica, con l'aggiunta di decori fascisti, busti e statue di Mussolini.
I tre castelli di Sestri Levante furono venduti all'asta e successivamente trasformati in albergo, mentre la villa di Mombello e il castello di Cereseto rimasero chiusi e invenduti; anche l’abitazione di via Galliari rimase chiusa ma venne svaligiata poco tempo dopo. Infine chiuse i battenti anche il Teatro di Torino, fulcro di un periodo di grande avanguardia artistica, per poi essere acquistato all'asta dall'EIAR che vi stabilì il primo Auditorium d'Italia e la sede dell'Orchestra Sinfonica Nazionale.
Il lungo periodo di confino venne interrotto soltanto da un brevissimo permesso che il Governo italiano dovette concedere a Gualino per condurlo, sotto scorta, al confine italofrancese di Ventimiglia per presenziare all’interrogatorio che la Magistratura francese aveva previsto nel corso del processo Oustric. Tuttavia, a causa dell’enorme mole di materiale cartaceo da esaminare, l’interrogatorio non ebbe luogo nel padiglione di legno allestito per l’occasione presso il confine, pertanto Gualino ottenne un ulteriore permesso speciale per espatriare e venne consegnato alla polizia francese, che lo condusse al tribunale di Nizza per un interrogatorio di svariate ore.
Rientrato a Lipari, Gualino ricevette la prima visita di sua moglie Cesarina che soggiornò un po’ di tempo con lui. In seguito ricevettero anche la visita dell’amico Lionello Venturi che si accomiatò da loro prima del suo trasferimento a Parigi, dal momento che il Governo fascista imponeva a ciascun docente universitario il giuramento di fedeltà al regime. Un'altra visita inaspettata fu quella di Arnoldo Mondadori, a cui Gualino consegnò personalmente i propri manoscritti nella speranza di pubblicarne un libro.
Tuttavia il confino a Lipari terminò prima del previsto, poiché nel maggio del 1932 Gualino fu trasferito a Cava de' Tirreni per circa quattro mesi, probabilmente anche grazie all'interessamento della principessa Maria José in seguito alle richieste avanzatele da Cesarina. Fu così che Riccardo Gualino venne rilasciato e dichiarato libero il 18 settembre dello stesso anno, seppur con un’interdizione ai pubblici incarichi per dieci anni e il divieto temporaneo di dimora a Roma.

### Parigi, Portofino e il ritorno alla quotidianità
Nel settembre del 1932 i coniugi Gualino decisero di trasferirsi a Parigi dove, comunque, Gualino aveva mantenuto la sede della Holding France, che gestiva le varie proprietà della Société Génerale Immobilière e quelle della Société Anonyme des Cafés et Restaurants, nonché titoli di altri investimenti in molte attività commerciali francesi; inoltre Gualino poteva altresì contare su un cospicuo patrimonio personale versato su conti esteri della Hambros Bank di Londra e della Zurich Bank di Zurigo.
Dopo aver scontato una pena detentiva residua di una settimana, Gualino tornò a essere un uomo libero anche per il Governo francese e, finalmente riavvicinatisi, Cesarina e Riccardo presero casa vicino a Neuilly-sur-Seine, in una villa denominata Malmaison e Gualino affidò gli incarichi direttivi e la gestione dei propri affari al fidato cognato Giuseppe Gurgo Salice. Contemporaneamente Gualino ebbe in animo di fondare la Lux Compagnie Cinématografique de France, per sfruttare quei diritti di proiezione che alcuni anni prima aveva acquistato in America dalla RKO Films.

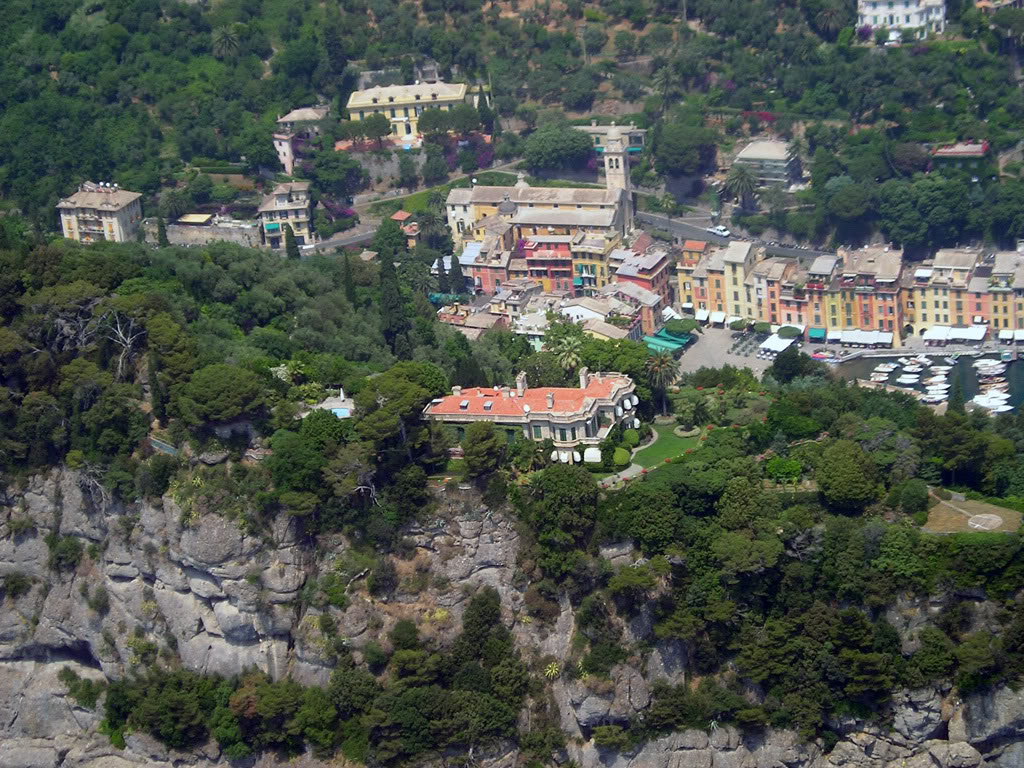
Un'immagine di Villa Altachiara che domina dall'alto il golfo di Portofino

A Parigi Gualino incontrò nuovamente molti vecchi amici tra cui Lionello Venturi ma anche l’ex direttore del quotidiano torinese La Stampa Curzio Malaparte e inoltre ebbe modo di conoscere lo stimolante ambiente artistico di Montmartre e di riallacciare rapporti con svariati personaggi dell’alta società francese e inglese, tra cui i Chamberlain e la loro nipote Evelyn Herbert. Fu proprio grazie all’antica amicizia con i Chamberlain e con la giovane Evelyn che i coniugi Gualino ebbero modo di affittare Villa Altachiara a Portofino e trasferirvisi definitivamente nel 1933.
In questa grande casa a picco su uno dei più suggestivi golfi della Liguria i Gualino vi abitarono per molti anni, pur mantenendo un profilo più riservato rispetto ai ruggenti anni della gioventù ma continuando comunque a ricevere personaggi di alto livello, come Edoardo Agnelli e Virginia Bourbon del Monte, Pietro Badoglio, Luigi Pirandello, Felice Casorati e l'illustre Sir Winston Churchill, che fu ospitato a Villa Altachiara in più occasioni.

### La guerra, il trasferimento a Roma e il cinema
Con il rientro in Italia Gualino riprese gradualmente il controllo della Rumianca e fondò a Torino la Compagnia Italiana Cinematografica Lux, con Ermanno Gurgo Salice come presidente e Guido Maggiorino Gatti come amministratore delegato, inoltre anche il figlio Renato Gualino iniziò a lavorare in questa nuova attività. La sede legale e gli uffici erano a Torino e le eventuali riprese cinematografiche erano girate in alcuni dei tanti teatri di posa presenti in città, tuttavia con la nascente Cinecittà che il Governo fascista stava realizzando nella periferia romana, era chiaro che la nuova capitale italiana del Cinema sarebbe presto diventata Roma.
Tuttavia l’imminente incubo di una nuova guerra si profilava all’orizzonte e presto buona parte delle aziende italiane di Gualino vennero confiscate e convertite alla produzione bellica. Gli anni della seconda guerra mondiale scorsero lenti ma al riparo dalle sciagure che viceversa investirono le grandi città italiane compresa Torino, che ebbe la sventura di essere tra gli obiettivi più duramente colpiti del Paese. I bombardamenti di Torino del 1944 provocarono danni ingenti,  vennero pesantemente danneggiate gran parte delle industrie, tra cui lo stabilimento FIAT del Lingotto e quello di Mirafiori, inaugurato pochi anni prima. Anche lo stabilimento della SNIA di Abbadìa di Stura subì gravi danni e, dove le bombe non distrussero obiettivi strategici o militari, finirono con il colpire abitazioni ed edifici pubblici, tra cui la vecchia casa dei Gualino in via Galliari 28 e il Teatro di Torino di via Verdi, che furono entrambi distrutti.
Al termine della guerra Gualino ricevette una lettera di ringraziamento scritta dallo stesso Ivanoe Bonomi, presidente del Comitato di Liberazione Nazionale, per il grande supporto economico che segretamente fornì alla Resistenza durante gli ultimi, concitati mesi del conflitto. Lo stesso Bonomi, in seguito fondatore del Partito Democratico dei Lavoratori, propose a Gualino anche di entrare in politica, tuttavia Gualino declinò l’offerta.
Nel 1948 Gualino e consorte si trasferirono a Roma, dapprima risiedendo a Villa Caetani, un lugubre edificio neogotico sull'Esquilino acquistato da una nobile famiglia romana, e poi in un luminoso attico acquistato in Salita dei Parioli 23, agli ultimi piani di una palazzina bianca razionalista progettata dagli architetti Busiri Vici. Nella capitale Gualino ritrovò anche il suo amico Lionello Venturi che, dopo anni trascorsi a Parigi, tornò a insegnare in Italia, presso l'Università La Sapienza di Roma. 
La passione per l'arte dei coniugi Gualino restò immutata e se in passato avevano sostenuto il gruppo dei Sei di Torino, a Roma continuarono il loro mecenatismo sostenendo i timidi pittori del cosiddetto Rinnovamento, tra cui: Scipione, Guttuso, Mario Mafai, Fausto Pirandello, Amerigo Bartoli, Toti Scialoja, Roberto Melli, Filippo de Pisis, Massimo Campigli, Giacomo Manzù e Armando Spadini.
L’attività professionale di Gualino, nonostante l’interdizione dai pubblici incarichi, proseguì attraverso suo figlio Renato e collaboratori di comprovata fiducia. Riacquisito il controllo della Rumianca, Gualino ottenne il brevetto per l’Italia del PVC, ovvero la nuova formula per la produzione di plastica a base di cloruro di polivinile e divenne il primo industriale italiano ad avviare la produzione di un materiale plastico, facendo realizzare ad Assemini, in provincia di Cagliari, il più grande stabilimento italiano per la lavorazione del PVC, che diventò presto uno dei materiali più utilizzati al mondo.

Un'immagine che ritrae il regista Mario Monicelli e Totò in una pausa durante le riprese de I soliti ignoti

Gualino, inoltre, proseguì con l’attività di produttore cinematografico a capo della Lux Film, che realizzò i primi successi del cinema italiano, unitamente alla fiorente attività di doppiaggio che Gualino aveva avviato grazie alla fondazione della Fonolux. 
La personale amicizia con autori e registi come Luchino Visconti, Luigi Comencini, Giuseppe De Santis, Pietro Germi, Mario Monicelli e Carlo Ponti, porterà Gualino alla produzione di grandi successi del Neorealismo interpretati dai maggiori attori del tempo come Totò, Marcello Mastroianni, Vittorio Gassman, Anna Magnani, Claudia Cardinale, Virna Lisi e Alida Valli. L’industria dell’intrattenimento diede i risultati sperati, poiché gli oscuri anni della guerra favorirono la frequentazione spensierata del cinema nel tempo libero, in un’Italia ancora povera e in cui le automobili erano ancora poche. Sorsero i vari Cinema Lux nelle maggiori città italiane, come Torino, Milano, Roma, Bologna, Genova e Trieste, dove la Lux stessa distribuiva i film che produceva e tra cui i maggiori successi furono: Proibito rubare (1948), Riso amaro (1949), In nome della legge (1949), Non c'è pace tra gli ulivi (1950), Senso (1954) e I soliti ignoti (1958).

### Gli ultimi anni e la morte
Gualino trascorse gli ultimi anni della sua vita vivendo tra l’attico di Roma e Villa Giullarino, sulle colline di Firenze, insieme alla moglie Cesarina. A Torino vi si recava di rado, soltanto per far visita alla figlia Lilly, cieca dalla nascita, che viveva con una badante. Il figlio Renato viveva a Roma con la moglie Mirella Garofalo e il figlio Riccardo Jr. e con il tempo subentrò all’attività del padre, a capo della Lux Film.
Il 24 maggio 1959 Gualino e sua moglie Cesarina si recarono per l’ultima volta insieme a Torino in occasione della cerimonia per la riacquisizione della nota Collezione Riccardo Gualino da parte della Galleria Sabauda, presieduta dalla Sovrintendente ai Beni Culturali Noemi Gabrielli e dal sindaco Amedeo Peyron. Nel 1961 venne a mancare l'amico Lionello Venturi, a cui i Gualino furono legati da una lunga e profonda amicizia e grazie al quale scelsero gran parte dei pezzi della loro collezione.
Riccardo Gualino morì nella sua villa di Firenze il 6 giugno 1964 in seguito a un ictus. Come da suo desiderio le esequie si svolsero in forma laica e strettamente privata, venendo quindi sepolto nel cimitero di Oropa, in provincia di Biella. L'eredità fu suddivisa in parti eguali tra la vedova Cesarina e i due figli Lilly e Renato.
Cesarina Gurgo Salice continuò a vivere agiatamente a Roma spendendo gran parte delle proprie sostanze e ivi si spense a 102 anni il 4 agosto 1992. Fu tumulata nella stessa tomba di famiglia accanto al marito.

## Mecenatismo
La passione per l’arte di Riccardo Gualino, coadiuvata dalla moglie Cesarina, lo spinse ad acquistare svariate e importanti opere d’arte in giro per l’Europa, tanto da costituire gradualmente una sempre più nutrita collezione. La conoscenza con Lionello Venturi fu probabilmente di grande aiuto poiché dalla loro amicizia nacque un'assidua frequentazione che consentì al noto studioso di consigliare molti degli acquisti di quella che divenne la Collezione Riccardo Gualino.

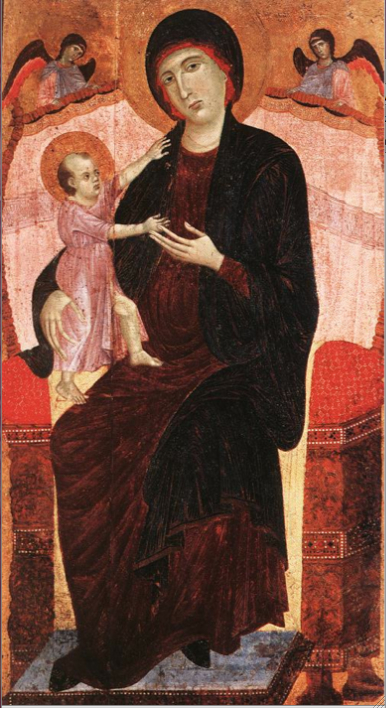
La Madonna di Duccio Buoninsegna, nota anche come "Madonna Gualino"

### La Collezione Riccardo Gualino
Dal 2015 la Collezione Riccardo Gualino è ospitata al terzo piano della Manica Lunga di Palazzo Reale. Le opere che si possono ammirare oggi costituiscono presumibilmente soltanto una buona parte della collezione originaria ceduta alla Galleria Sabauda nel 1930 e poi confiscata dalla Banca d’Italia nel 1931 a seguito della crisi finanziaria che travolse Gualino. Alcuni altri elementi della collezione andarono dispersi in lasciti, compravendite, trafugamenti o dislocazioni, come accadde per la "Madonna Gualino", che per molti anni fece parte dell'arredo dell’Ambasciata d'Italia a Londra.
Il paziente lavoro di Noemi Gabrielli, già a partire dal 1956, fu quello di recuperare quanto più possibile la maggior parte delle opere della Collezione Gualino per farla ritornare a Torino, in esposizione permanente presso le sale della Galleria Sabauda.
Essa comprende mobilio, reperti archeologici, tappeti, monili, statue, ceramiche e opere pittoriche di Giotto, Cimabue, Duccio di Buoninsegna, Botticelli, Andrea di Bartolo, Mantegna, Andrea Pisano, Filippo Lippi, Paolo Veronese, Tiziano, ma anche moltissimi dipinti di autori di arte moderna e contemporanea di cui tuttavia sono rimasti soltanto alcuni esemplari di Morandi, Modigliani, Carrà e Casorati.

### Il Teatro di Torino
L’arte e la cultura che si respiravano costantemente in casa Gualino li portarono a realizzare dapprima un piccolo teatro privato nella loro dimora torinese di via Galliari 28, dove poter mettere in scena brevi spettacoli di avanguardia artistica e dare così sfogo alle proprie passioni culturali, attraendo un piccolo ma selezionato pubblico.
Questa prima avventura personale condusse tuttavia all’acquisto del vecchio Teatro Scribe e, dopo un attento restauro seguito dal critico d'arte Lionello Venturi e avvalendosi del contributo del noto pittore Gigi Chessa, lo rinominò Teatro di Torino. 
Nonostante l’intento del celebre imprenditore mecenate fosse quello di finanziare un teatro d'avanguardia, dove concertisti e compagnie di prosa di alto livello si esibissero fuori dal repertorio tradizionale, per l’inaugurazione tenutasi il 26 novembre del 1925 venne scelto di portare in scena l’opera di Gioachino Rossini L’italiana in Algeri, con un grande fondale dipinto da Gigi Chessa.
La direzione artistica fu affidata a Guido Maggiorino Gatti che in seguito scritturò le migliori compagnie di prosa del tempo e, con slancio innovativo, scelse di rappresentare anche opere di Alfano, Bloch, Casella, Hindemith, Kódaly, Malipiero, Perrachio, Pizzetti e Prokof'ev che fu personalmente ospite nel 1929. Numerose e apprezzatissime furono le rappresentazioni di autori contemporanei come Berthold Brecht, Luigi Pirandello ed Enrico Prampolini, di cui successivamente furono anche rappresentate alcune opere d'avanguardia ispirate alla corrente futurista, fino ad arrivare a ospitare inconsuete rappresentazioni giapponesi del teatro kabuki.
Contestualmente, andarono sviluppandosi anche un'orchestra stabile di altissimo livello, finanziata dallo stesso Gualino e diretta dal maestro Vittorio Gui, e una prestigiosa scuola di danza che si avvalse della partecipazione di Isadora Duncan, Bella Hutter, Raja Markmann e della stessa Cesarina Gurgo Salice.

## Archivi
La documentazione relativa a parte dell'attività imprenditoriale di Riccardo Gualino, fondatore della SNIA, si trova presso l'archivio della società, conservato a Milano, parte presso la stessa SNIA Spa nel fondo omonimo e parte nei fondi SNIA - sezione d'archivio c/o Caffaro in outsourcing (estremi cronologici: 1919-1988) e  Snia fibre spa (estremi cronologici: 1988-1998) presso Caffaro Spa che, con un accordo interno, conserva e gestisce l'archivio della società SNIA dalla quale è controllata.
La documentazione fotografica relativa all'attività di Gualino nel settore dell'industria cioccolatiera è conservata presso l'Archivio storico del Comune di Torino, nel fondo Venchi Unica s.a..